# Luft-Hansa-Flug 19
Koordinaten: 50° 22′ 44″ N, 9° 34′ 50″ O
Der Luft-Hansa-Flug 19 stürzte am 24. August 1929 in der Nähe von Elm (Schlüchtern) ab.

## Verlauf
Die Fokker-Grulich F.II mit dem Namen Spree sollte auf der Flugstrecke 19 von Frankfurt über Leipzig nach Berlin fliegen. Der für 7 Uhr geplante Start musste wegen schlechter Sicht verschoben werden. Um 07:40 Uhr startete die Spree mit Ziel Leipzig. Die Flugroute von Flug 19 führte über Gießen und Kassel nach Leipzig. Etwa 10 Minuten nach dem Start wurde die Spree wieder über Frankfurt gesichtet, nun auf direkten Kurs Richtung Leipzig. Ab 9 Uhr wurde das Flugzeug für etwa 20 Minuten kreisend über Schlüchtern gesichtet. Um 09:30 Uhr kollidierte die Spree mit einigen Bäumen und stürzte ab, dabei wurden drei der Insassen aus dem Flugzeug geschleudert. Der Rumpf der Fokker wurde von einem umfallenden Baum zerdrückt. Gegen 10 Uhr wurde der Flughafen Frankfurt über den Absturz informiert. Beim Absturz starben drei der fünf Personen an Bord des Flugzeuges. Eine Passagierin starb später im Krankenhaus. Es war der schwerste Absturz mit einer Fokker-Grulich F.II.

## Unfallursache
Nach der Untersuchung der Trümmer konnten keine Fehler festgestellt werden. Auf Basis der Sichtungen wurde rekonstruiert, dass sich der Pilot kurz nach dem Start dazu entschieden hatte, direkt nach Leipzig zu fliegen. In der Nähe von Schlüchtern kreiste die Fokker, vermutlich um auf bessere Sicht für den Überflug der Rhön zu warten. Als sich der Pilot für den Überflug entschied, hatte er vermutlich die Flughöhe falsch eingeschätzt, sodass die Fokker mit den Bäumen kollidierte. Mitursächlich war wohl auch das Fehlen eines Höhenmessers.

## Denkmal
An den Absturz erinnert ein Denkmal an der Absturzstelle. Es steht als Kulturdenkmal unter Denkmalschutz.